# Veritas ipsa
Pour les articles homonymes, voir Veritas.
 (février 2025).
Si vous disposez d'ouvrages ou d'articles de référence ou si vous connaissez des sites web de qualité traitant du thème abordé ici, merci de compléter l'article en donnant les références utiles à sa vérifiabilité et en les liant à la section « Notes et références ».
Veritas ipsa est une lettre du 2 juin 1537 du pape Paul III au cardinal Juan Pardo de Tavera, archevêque de Tolède, dans laquelle il rappelle que les Amérindiens et les autres peuples sont des êtres humains, ayant droit à la liberté et à la propriété, puis condamne et interdit toute pratique de l'esclavage, y compris des « Indiens et tous les autres peuples qui parviendraient dans l'avenir à la connaissance des chrétiens ».

## Contexte

### Historique
La réduction en esclavage avait déjà été condamnée par l'Église, ainsi par Jean VIII dans sa lettre Unum est aux princes de Sardaigne en septembre 873 :

« Il est une chose pour laquelle nous devons paternellement vous admonester ; si vous ne la corrigez pas, vous encourrez un grand péché, et par elle ce ne sont pas les gains que vous accroîtrez, comme vous l'espérez, mais bien plutôt les dommages. Comme nous l'avons appris, à l'instigation des Grecs, beaucoup qui ont été enlevés captifs par les païens sont donc vendus dans vos régions et, après avoir été achetés par vos compatriotes, ils sont gardés sous le joug de l'esclavage ; alors qu'il est avéré qu'il est pieux et saint, comme il convient pour des chrétiens, que lorsqu'ils les ont achetés des Grecs, vos compatriotes les renvoient libres pour l'amour du Christ, et qu'ils reçoivent leur récompense non pas des hommes, mais de notre Seigneur Jésus Christ lui-même. C'est pourquoi nous vous exhortons et nous vous commandons, avec un amour paternel, si vous leur avez acheté des captifs, de les laisser aller libres pour le salut de votre âme. »[réf. souhaitée]

### Immédiat
En décembre 1511, à Santo Domingo, le dominicain Antonio de Montesinos avait vigoureusement dénoncé la mise en servitude des Indiens du Nouveau Monde par l'encomienda des colons espagnols: « Ne sont-ils pas des hommes ? N'ont-ils pas une raison et une âme ? N'êtes-vous pas tenus de les aimer comme vous-mêmes ? »[réf. souhaitée]. Il en avait informé sa hiérarchie. De proche en proche, la position de Montesinos se confirme ne pas constituer une exagération.
Veritas Ipsa fait suite à la lettre Pastorale officium envoyée le 29 mai 1537 par le pape Paul III au même destinataire.
Le rappel de la condamnation de l'esclavage est rendu nécessaire par l'attitude confirmée par témoins des colons du Nouveau Monde, et par les hésitations de Charles Quint qui avait en 1517 légalisé l'esclavage avant de le supprimer en 1526 sur recommandation de son Conseil des Indes créé en 1524, pour le rétablir à nouveau en 1534.
Cette lettre hausse le ton:

## Texte publié le 2 juin 1537 par le papePaulIII
« La Vérité elle-même, qui ne peut ni tromper ni se tromper, a dit clairement lorsqu'elle destinait les prédicateurs de la foi au ministère de la parole : « Allez enseigner toutes les nations ». Elle a dit toutes, sans exception, puisque tous les hommes sont capables de recevoir l'enseignement de la foi. Ce que voyant, le jaloux adversaire du genre humain, toujours hostile aux œuvres humaines afin de les détruire, a découvert une nouvelle manière d'empêcher que la parole de Dieu soit annoncée, pour leur salut, aux nations. Il a poussé certains de ses suppôts, avides de satisfaire leur cupidité, à déclarer publiquement que les habitants des Indes occidentales et méridionales, et d'autres peuples encore qui sont parvenus à notre connaissance ces temps-ci, devaient être utilisés pour notre service, comme des bêtes brutes, sous prétexte qu'ils ne connaissent pas la foi catholique. Ils les réduisent en esclavage en leur imposant des corvées telles qu'ils oseraient à peine en infliger à leurs propres animaux domestiques.
Or Nous, qui, malgré notre indignité, tenons la place du Seigneur sur terre, et qui désirons, de toutes nos forces, amener à Son bercail les brebis de Son troupeau qui nous sont confiées et qui sont encore hors de Son bercail, considérant que ces Indiens, en tant que véritables êtres humains, ne sont pas seulement aptes à la foi chrétienne, mais encore, d'après ce que Nous avons appris, accourent avec hâte vers cette foi, et désirant leur apporter tous les secours nécessaires, Nous décidons et déclarons, par les présentes lettres, en vertu de Notre Autorité apostolique, que lesdits Indiens et tous les autres peuples qui parviendraient dans l'avenir à la connaissance des chrétiens, même s'ils vivent hors de la foi ou sont originaires d'autres contrées, peuvent librement et licitement user, posséder et jouir de la liberté et de la propriété de leurs biens, et ne doivent pas être réduits en esclavage. Toute mesure prise en contradiction avec ces principes est abrogée et invalidée.
De plus, Nous déclarons et décidons que les Indiens et les autres peuples qui viendraient à être découverts dans le monde doivent être invités à ladite foi du Christ par la prédication de la parole de Dieu et par l'exemple d'une vie vertueuse. Toutes choses passées ou futures contraires à ces dispositions sont à considérer comme nulles et non avenues.
Donné à Rome, le 2 juin de l'année 1537, troisième de Notre Pontificat. »[réf. souhaitée]

## Prolongements
Le pape répéta sa déclaration (dans pratiquement les mêmes termes) avec la bulle pontificale « Sublimis Deus » publiée une semaine plus tard.